# Hieracium crocatum
Hieracium crocatum es una especie de planta con flor del género Hieracium, de la familia Asteraceae, orden Asterales.

## Distribución
Hieracium crocatum se distribuye por Finlandia, Cáucaso Norte, Rusia, Noruega, Suecia, Transcáucaso, Turquía y Yugoslavia.

## Taxonomía
Fue descrita científicamente por R. E. Fr. Fue publicada en Nova Acta Regiae Soc. Sci. Upsal.